# Света Богородица (Гостивар)
„Света Богородица“ (на македонска литературна норма: „Света Богородица“) е възрожденска църква в град Гостивар, Северна Македония, част от Тетовско-Гостиварската епархия на Македонската православна църква – Охридска архиепископия. 

## Местоположение
Църквата е разположена на централния площад на града. 

## История
Темелите се поставени през 1915 година. Изграждането ѝ започва в 1924 година,а освещаването ѝ е извършено в 1929 година. В 2003 година на църквата е извършена мащабна реставрация.